# 谢嘏
謝嘏（510年—569年），字含茂，陳郡陽夏县（今河南省太康县）人，南梁、南陳官员。

## 生平
谢嘏是謝瀹之孙，中衛将軍、開府儀同三司谢举之子。谢嘏善作文章，初任梁朝秘書郎。转任太子中庶子，执掌東宮管記。出任建安郡太守。侯景之乱爆发，謝嘏投靠广州蕭勃。承聖年間、梁元帝征召他为五兵尚書，因道阻无法就职。改为担任智武将軍。蕭勃任命他为鎮南長史、南海郡太守。蕭勃兵敗，謝嘏在臨川被周迪留下。之后謝嘏又依附晋安陈宝应。陳文帝多次征召謝嘏，謝嘏在周迪、陈宝应麾下，没有应召。陈宝应之乱平定，謝嘏入陳朝朝廷，御史中丞江德藻弹劾他。文帝不追究謝嘏之前的過错，任命謝嘏为給事黄門侍郎。官至侍中。天康元年（566年）因公務上失敗免官。不久复职。光大元年（567年）担任信威将軍、中衛始興王長史。官至中書令、豫州大中正、都官尚書，兼羽林監。太建元年（569年），謝嘏去世。追贈侍中、中書令。諡光子。有文集行于世。

## 子
- 謝儼（散騎常侍、侍中、御史中丞、太常卿，監東揚州）
- 謝伷（左民尚書，吏部尚書）

## 延伸阅读
[在维基数据编辑]
 《陳書·卷21》，出自姚思廉《陳書》